# Misión para tres
Misión para tres (título original: W.B., Blue and the Bean) es una película estadounidense de acción, comedia y crimen de 1989, dirigida por Max Kleven, que a su vez la escribió, musicalizada por Chuck Cirino, en la fotografía estuvo Anthony Gaudioz y los protagonistas son David Hasselhoff, Linda Blair y Tony Brubaker, entre otros. El filme fue realizado por MJK Productions y se estrenó el 22 de septiembre de 1989.

## Sinopsis
Tres desafortunados cazarrecompensas son contratados por un dudoso agente de fianzas. Su objetivo es mantener a salvo a un importante testigo, quien tiene que manifestar lo que sabe en un juicio por drogas.

## Reparto
- David Hasselhoff - Roger 'White Bread' Donaldson
- Linda Blair - Annette 'Nettie' Ridgeway
- Tony Brubaker - Mason 'Blue' Walcott
- Thomas Rosales Jr. - Casper 'Bean' Garcia
- John Vernon - Sr. Ridgeway
- Gregory Scott Cummins - Zalazar